# Mutatocoptops lumawigi
Mutatocoptops lumawigi är en skalbaggsart som beskrevs av Stefan von Breuning 1980. Mutatocoptops lumawigi ingår i släktet Mutatocoptops och familjen långhorningar.
Artens utbredningsområde är Filippinerna. Inga underarter finns listade i Catalogue of Life.